# Linosa
Linosa je vulkanski otok v Sredozemskem morju, ki pripada Italiji.

## Lega otoka
Linosa pripada tako imenovani skupini Pelagijskih otokov. Otok, ki  ima površino 5,43 km² leži med otokoma Lampeduso in Sicilijo. Od Sicilije je oddaljen okoli 205 km. Do obale Tunizije ga ločuje 113 km. Malta pa je oddaljena 121 km. Najvišji vrh otoka Monte Vulcano doseže višino 195 mnm.

## Prebivalstvo
Po podatkih popisa prebivalstva leta 2001 je na otoku živelo 433 prebivalcev, ki se ukvarjajo predvsem z kmetijstvom ribolovom in turizmom.